# ناحیه دیکس، شهرستان فورد، ایلینوی
ناحیه دیکس (به انگلیسی: Dix Township) یک منطقهٔ مسکونی در ایالات متحده آمریکا است که در شهرستان فورد، ایلینوی واقع شده‌است. ناحیه دیکس ۲۳۴ متر بالاتر از سطح دریا واقع شده‌است.